# Kramatmanik
Kramatmanik is een bestuurslaag in het regentschap Pandeglang van de provincie Banten, Indonesië. Kramatmanik telt 2236 inwoners (volkstelling 2010).